# Claudio Rutilio Namaziano
Claudio Rutilio Namaziano (in latino Claudius Rutilius Namatianus; fl. 414-415) è stato un poeta e politico romano.

## Biografia
Fu praefectus urbi di Roma nel 414.
Poco dopo, forse l'anno seguente, fu costretto a lasciare Roma per far ritorno nei suoi possedimenti in Gallia devastata dall'invasione dei Vandali. Tale viaggio — condotto per mare e con numerose soste, perché le strade consolari erano impraticabili e insicure dopo l'invasione dei Goti — venne descritto nel De reditu suo, l'unica opera certamente sua rimastaci seppur incompleta.
Namaziano è, cronologicamente, l'ultimo autore del mondo letterario latino e pagano. Dal punto di vista ideologico, è un aristocratico pagano che non accetta i tempi nuovi e rifiuta il culto cristiano sempre più in ascesa, giudicandolo completamente estraneo alla tradizione di Roma.

## Opere

### De reditu suo

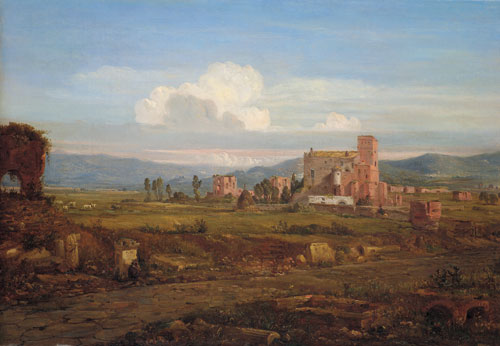
Paesaggio della via Appia in un dipinto ottocentesco

È un componimento in distici elegiaci, giuntoci incompleto: si interrompe infatti al sessantottesimo verso del secondo libro con l'arrivo del protagonista a Luni. 
Nel 1973 la paleografa Mirella Ferrari rinvenne un breve frammento nuovo, che descrive la continuazione del viaggio fino ad Albenga, sul litorale ligure. 
L'opera, ricca di osservazioni topografiche e citazioni di classici latini e greci, fu scoperta nel 1493 presso il monastero bobbiese di San Colombano. L'editio princeps fu pubblicata da Giovan Battista Pio nel 1520. 
Il poema tratta dunque del tortuoso viaggio intrapreso dal poeta alla volta dei suoi possedimenti nella natia Gallia, razziati dagli invasori vandali, e prende inizio con la partenza di Rutilio da Roma, di cui descrive lo stato di decadenza tanto materiale quanto morale, concentrandosi sia sulla classe senatoria e benestante sia su quella subalterna.
Raffigura da una parte un imperatore assorto nelle proprie faccende private e del tutto distaccato dalla vita pubblica, come se ignorasse la dura realtà che Roma va fronteggiando, con i senatori che nel frattempo si dedicano ignominiosamente alla ricerca sempre più sfrenata di ricchezze e piaceri, e dall'altra un popolo romano stremato e quasi soggiogato dagli influssi migratori germanici, specialmente i Goti, che dal sacco di Alarico hanno fatto sempre più pressione su Roma ed i suoi territori. Come pertanto descrive Rutilio, il clima che si respira par'essere quello d'una catastrofe imminente, laddove le strade e gli edifici pubblici non sono più sicuri. Alla descrizione della decadenza, si oppongono ricordi appassionati e lontani della grandezza dell'Urbe. 
Il viaggio si sposta nella periferia romana, verso la Tuscia, dove Rutilio è costretto a partire a causa dell'inagibilità delle strade e dei ponti, specialmente riguardo al degrado della via Aurelia. Il viaggio dunque prosegue per mare, con approdo vicino alle coste dell'Etruria, fino in Liguria. Da lì il viaggio si conclude con l'arrivo in Gallia, superate le Alpi.

### Querolus sive Aulularia
Si tratta di una commedia attribuita non unanimemente a Namaziano, che è una rielaborazione dell'Aulularia plautina. Un vecchio ricco e spilorcio insulta continuamente il suo servo Piagnone perché crede che possa rubargli la sua pentola segreta piena di monete d'oro. Anche il figlio è osteggiato dal padre, sempre con la stessa accusa, finché lui e il servo, con la complicità di un mago, decidono veramente di compiere il furto per ricattare il vecchio.

## Omaggi
- Gli è stata intitolata una via a Pisa ("Via Claudio Namaziano"), nella frazione di San Piero a Grado
- Una strada intitolata a Rutilio Namaziano, poeta latino, si trova ad Ostia Lido sin dalla fondazione della città moderna negli anni venti del secolo scorso. Fu il Corso, dove si affacciavano la Farmacia ed altri esercizi commerciali. Da viale della Marina raggiungeva P.zza Tor San Michele o del Mercato, terminando in P.le Magellano di lato all'Ospizio Marino.

## Nella cultura di massa
- Un film storico basato sul poema di Namaziano è stato prodotto nel 2003 con il titolo di De reditu (Il ritorno), sceneggiato da Alessandro Ricci e Claudio Bondì e diretto da quest'ultimo.